# 佐藤綾乃 (アイドル)
佐藤 綾乃（さとう あやの、1995年1月7日 - ）は、日本の元女性アイドルであり、女性アイドルグループ『アップアップガールズ（仮）』の元メンバーである。愛称はあやのん。神奈川県出身。

## 略歴
幼少の頃より歌うことに興味があり、また、ダンスの経験もあった。雑誌のモデルを目指していた時期もあったが、中学2年生の時、学校の文化祭のステージでBuono!の曲（「ホントのじぶん」）を友達と一緒に歌ってから、Buono!・Berryz工房の夏焼雅のようになりたいと思うようになり、オーディション雑誌『De☆View』にハロプロエッグのオーディションの募集要項が掲載されているのを見て応募した。同オーディションの歌唱審査でBuono!の「ホントのじぶん」を歌ったところ合格し、ハロプロエッグ第6期生となった。
2009年3月、ハロプロエッグの新メンバーであることが明らかにされ、同年4月4日・5日、横浜BLITZにて開催された「2009 ハロー!プロジェクト新人公演4月 〜横浜HOP!〜」で初お披露目が行われた。同期メンバーが1人いたが、お披露目後すぐにやめてしまったという。
2010年
- この年の夏、所属事務所よりハロプロエッグの研修課程修了という通達を受けた[9]一方で、8月にはモーニング娘。9期メンバーオーディションを受けた[9]。
- 10月、映画『劇場版ほんとうにあった怖い話3D』（全5話）の「誰かいる」で高木紗友希と共に主演を務めた[10][11]。

2011年
- この頃、研修課程を修了していた佐藤は雑誌のモデルを目指そうと考え、オーディションを受けようとしていたが、所属事務所よりアップフロントガールズ（仮）として活動しないかという提案があった[7]。佐藤は一旦「もうアイドルはやりたくないです」と所属事務所側に伝えたが、母親からの助言によりアップフロントガールズ（仮）として活動することにした[7]。
- 2月22日、K-POPカバーダンスグループ『UFZS』が結成され、そのメンバーとなった[12][13]。
- 3月9日、ハロプロエッグの研修課程を修了したことが正式に発表された[14]。
- 4月1日、アップフロントガールズ（仮）としてのブログ「アップフロントガールズ（仮）オフィシャルブログ」開始[4]。後にグループ名は『アップアップガールズ（仮）』に改名[15]。Buono!のようなかっこいいアイドルになりたいと考えていたが、アップフロントガールズ（仮）はそのようなアイドルではなかったため、やめようかと思ったこともあったという[6]。しかし、母親からの助言により活動を続け、それ以降のUFZSを含めた活動には満足している[6]。

2012年
- 1月1日、アップフロントグループの所属タレントによって構成される女性フットサルチーム『Gatas Brilhantes H.P.』の新メンバーになったことが発表され[16]、4月29日には、背番号が21であることが発表された[17][注釈 2]。
- この年夏の京王アミューズメントパスポートの広告に出演しており、よみうりランド・サンリオピューロランド・東京サマーランドにて撮影を行った[19]。

2013年
- 7月に公開されたホラー映画『讐 〜ADA〜』で、主演・渡辺夕子役を務めた[20]。佐藤は元来演技に苦手意識があったが、主演に選ばれたことで「自分を捨てて全力で臨もうと」考え、同映画の撮影が進む中で「自分が自分じゃなくなっていく感覚」を覚え、同年夏以降に「煽り隊長」と名乗るようになるきっかけとなった[21]。

2017年
- 4月28日、アップアップガールズ(仮)オフィシャルブログで仙石みなみとともにアップアップガールズ（仮）卒業が発表され[22]、9月16日に同グループを卒業し、芸能界を引退した[23]。

## 人物
- アップアップガールズ（仮）でのメンバーカラーは自身が大好きな色でもある紫[2][24]。2011年6月6日に行われた「アップフロントガールズ（仮）メンバーカラー決め大抽選会」にて決定した[25]。また、UFZSでの担当カラーも紫である[26]。
- アップアップガールズ（仮）の中での役割は観客を煽ること[27]。2013年の夏以降、自己紹介で『煽り隊長』と名乗っている[28]。元々観客を煽るようなことはしていなかったが「気持ちのスイッチが変わった」ことや、グループの中での自分自身の役割が何もなかったことから、煽りを担当することにしたという[27]。
- 尊敬する先輩はBerryz工房・Buono!の夏焼雅であるが[5]、2011年12月現在、まだ会話したことが無い[6]。また、2012年現在、矢口真里も尊敬する先輩で、理由は「小さいのにパワフルな動きに憧れ」を持っているからだという[29]。

## 作品

### 映像作品
- 2009 ハロー!プロジェクト新人公演6月 〜中野STEP!〜（2009年9月）[30]
- 劇場版ほんとうにあった怖い話3D（2010年11月5日） - 規格品番BWDX-1001
- キューティー・ミュージカル「悪魔のつぶやき」〜アクマでキュートな青春グラフィティ〜（2011年1月19日）[31]
- 讐 〜ADA〜（2013年8月21日、バップ）[32]

## 出演

### コンサート
- 2009 ハロー!プロジェクト新人公演 4月 〜横浜HOP!〜（2009年4月4日・5日、横浜BLITZ）
- 2009 ハロー!プロジェクト新人公演 6月 〜中野STEP!〜（2009年6月7日、中野サンプラザ）[33]
- 2009 ハロー!プロジェクト新人公演 9月 〜横浜JUMP!〜（2009年9月23日、横浜BLITZ）[34]
- 2009 ハロー!プロジェクト新人公演 11月 〜横浜FIRE!〜（2009年11月23日、横浜BLITZ）[35]
- 2010 ハロー!プロジェクト新人公演 3月 〜横浜GOLD!〜（2010年3月27日、横浜BLITZ））[36]
- 2010 ハロー!プロジェクト新人公演 6月 〜横浜HOP!〜（2010年6月5日、横浜BLITZ）[37]
- 2010 ハロー!プロジェクト新人公演 9月 〜横浜STEP!〜（2010年9月5日、横浜BLITZ）[38]
- 2010 ハロー!プロジェクト新人公演 11月 〜横浜JUMP!〜（2010年11月28日、横浜BLITZ）[39]

### イベント
- ハロプロエッグデリバリーステーション in 夏Sacas'09 Sacas Water Park（2009年7月24日・8月31日、赤坂サカス）[40]

### 舞台・ミュージカル
- 2009年秋季エッグ研修発表会 〜女優宣言〜（2009年10月6日、シアターグリーン BIG TREE THEATER）
- 2010年秋季エッグ研修発表会 〜女優宣言〜（2010年10月3日、時事通信ホール）[41]
- キューティー・ミュージカル「悪魔のつぶやき」〜アクマでキュートな青春グラフィティ〜（2010年10月13日 - 22日、全労済ホールスペース･ゼロ）[42] - 亜美 役[注釈 3]

### 映画
- *ほんとうにあった怖い話3D（2010年10月16日公開） - 「誰かいる」に出演[10][11]
- 讐 〜ADA〜（2013年7月27日公開[43]） - 主演[20]・渡辺夕子 役[20][44]

### テレビ
- ピンクス（2010年11月26日 - 、静岡朝日テレビ）[45][46]

### テレビドラマ
- 勇者ヨシヒコと魔王の城 第8話（2011年8月26日、テレビ東京）
- リアル鬼ごっこ THE ORIGIN 第4話（2013年4月30日、首都圏トライアングル）[47] - 佐藤綾乃 役[48]

### インターネット動画
- To be（2011年8月24日 - 9月28日、フジテレビ『見参楽』）[49]

### 広告
- 京王アミューズメントパスポート（2012年7月14日 - 9月2日）[19]
- 京王アミューズメントパスポート（2013年夏）[50]